# Krešimir Maraković
Krešimir Maraković (* 1. Oktober 1980 in Pula, SR Kroatien) ist ein kroatischer Handballspieler.

## Karriere
Nachdem Maraković 2003 mit dem RK Umag den kroatischen Pokal gewonnen hatte, nahm der 1,88 Meter große Rückraumspieler 2003/04 erstmals an einem Internationalen Turnier, dem Europapokal der Pokalsieger, teil. Ab der folgenden Saison stand er für zwei Jahre im Kader des RK Perutnina Pipo IPC Čakovec, mit welchen er 2004/05 beim EHF-Pokal antrat. Nachdem der Kroate 2006 für wenige Monate zum IK Sävehof nach Schweden gegangen war, folgte ein Engagement bei den Kadetten Schaffhausen. Mit den Schweizern nahm er das erste Mal an der EHF Champions League teil. 2008/09 ging er für eine Saison zurück in seine Heimat dort spielte er auch im EHF Challenge Cup. Ein Jahr später lief der in Pula geborene Athlet für den RK Vardar Skopje unter anderem erneut in der EHF Champions League auf. Seit der Saison 2010/11, in der der ÖHB-Cupsieg gelang, spielt Maraković beim ULZ Schwaz. Weiters wurde er in dieser Spielzeit von der Handball Liga Austria als Legionär des Jahres ausgezeichnet. Von der Gründung der Spielgemeinschaft zwischen dem ULZ Schwaz und HIT Innsbruck, mit dem Namen Handball Tirol, in der Saison 2013/14 bis 2014/15 lief Maraković für die Tiroler auf.
-Nationalspieler mit bislang 6 A-Länderspielen (Stand Juli 2010).

## Erfolge
- 1× Österreichischer Pokalsieger (mit dem ULZ Schwaz)
- 1× HLA „Legionär des Jahres“ 2010/11
- Schweizer Meister 2007
- Schweizer Pokalsieger 2007, 2008

## HLA-Bilanz
| Saison    | Verein         | Spielklasse | Tore | 7-Meter | Feldtore |
| --------- | -------------- | ----------- | ---- | ------- | -------- |
| 2010/11   | ULZ Schwaz     | HLA         | 132  | 24      | 108      |
| 2011/12   | ULZ Schwaz     | HLA         | 86   | 1       | 85       |
| 2012/13   | ULZ Schwaz     | HLA         | 146  | 4       | 142      |
| 2013/14   | Handball Tirol | HLA         | 125  | 2       | 123      |
| 2014/15   | Handball Tirol | HLA         | 30   | 10      | 30       |
| 2010–2015 | gesamt         | HLA         | 519  | 41      | 478      |